# Кубок Профессиональной футбольной лиги Казахстана
Кубок ПФЛ — ежегодный футбольный турнир, проводившийся во второй половине сезона Профессиональной футбольной лигой среди команд-дублёров, участников Премьер-лиги с 2010 по 2015 год.

## Схема проведения
Команды дублирующих составов распределяются на две группы в соответствии с местами занятыми командами клубов Премьер-Лиги после первого этапа Чемпионата. Матчи в группах проводятся по принципу «каждый с каждым» в два круга — на своем поле и поле соперника на основании календаря игр второго этапа Чемпионата, в день предшествующий дню матча команд этих же клубов в рамках Чемпионата. Победитель Кубка определяется в «дополнительном» матче, в котором встречаются команды, занявшие первые места в каждой из групп.
Место проведения финального матча определялось решением ПФЛК.

## Название
- Кубок Национальной футбольной лиги — 2010—2011 гг.
- Кубок Профессиональной футбольной лиги — 2013—2015 гг.

## История
Первый розыгрыш состоялся в 2010 году. Финал Кубка проводился в Таразе между дублями павлодарского «Иртыша» и шымкентского «Ордабасы». Сильнее в этой встрече оказались футболисты южного Казахстана.
В 2011 году финал розыгрыша проводился в Алма-Ате, в котором сошлись футболисты карагандинского «Шахтёра» и «Тараза». В матче победу одержали представители «Шахтёра».
В 2012 году Кубок не проводился, так как соревнования среди дублёров проводились в два круга и они не делились на группы.
В 2013 году соревнования были проведены вновь. Теперь соревнование стало называться Кубок ПФЛ, в связи с образованием Профессиональной футбольной лиги Казахстана. Финал состоялся в Алма-Ате с участием «Шахтёра» и «Акжайыка», победителем которого стали уральские футболисты.
В 2014 году розыгрыш завершился финалом в Астане, в котором алматинский «Кайрат» разгромил павлодарский «Иртыш».
Последний финал состоялся в 2015 году. «Тараз» обыграл предыдущего победителя Кубка.
С 2016 года Кубок ПФЛ больше не проводится, так как молодёжные команды стали выступать во Второй лиге Казахстана.

## Финалы кубка
Результаты финальных матчей:
| Дата                    | Победитель                                                                    | Счёт          | Финалист                                | Город         |
| ----------------------- | ----------------------------------------------------------------------------- | ------------- | --------------------------------------- | ------------- |
| 12 ноября 2010          | Ордабасы-М (Шымкент) (1) · Лёвин 33′ · Искендиров 68′ · Калмыков 90+2′ (авт.) | 3-2           | Иртыш-М (Павлодар) · Головешкин 73′ 88′ | Тараз         |
| 6 ноября 2011           | Шахтёр-М (Караганда) (1) · Борантаев 9′ · Боровский 59′ · Ахмеев 81′          | 3-1           | Тараз-М · Абильдаев 24′                 | Алма-Ата      |
| 2012                    | не проводился                                                                 | не проводился | не проводился                           | не проводился |
| 7 ноября 2013 Детально  | Акжайык-М (Уральск) (1) · Васильев 67′                                        | 1-0           | Шахтёр-М (Караганда)                    | Алма-Ата      |
| 13 ноября 2014 Детально | Кайрат-М (Алма-Ата) (1) · Окасов 46′ · Оразаев 63′ · Жуматаев 90+2′           | 3-0           | Иртыш-М (Павлодар)                      | Астана        |
| 12 ноября 2015 Детально | Тараз-М (1) · Рымтаев 83′                                                     | 1-0           | Кайрат-М (Алма-Ата)                     | Астана        |